# سیاست نظامی
سیاست نظامی (انگلیسی: Military policy) یا سیاست دفاعی گونه‌ای سیاست عمومی است که با امنیت چندملیتی و نیروی نظامی سروکار دارد. این گونه از سیاست شامل اقدامات و ابتکاراتی است که دولت‌ها در رابطه با تصمیم‌گیری و اهداف استراتژیک، مانند زمان و چگونگی اعزام نیروهای مسلح ملی، انجام می‌دهند یا نمی‌دهند.
سیاست نظامی برای تضمین حفظ استقلال در توسعه ملی و کاهش سختی‌های تحمیل شده از سوی بازیگران خارجی متخاصم و متجاوز استفاده می‌شود. وزیر دفاع (یا یک سازمان مترادف) تصمیم‌گیرنده اصلی سیاست نظامی ملی یا سیاست دفاع ملی است.
سیاست نظامی، تهدیدات خصومت و تجاوز را بر اساس تجزیه و تحلیل اطلاعات، شناسایی می‌کند و دامنه نظامی امنیت ملی، اتحادهای دفاعی، آمادگی رزمی، سازماندهی نظامی نیروهای ملی و استفاده آنها از فناوری نظامی را تعریف می‌کند.
سیاست نظامی ملی، استراتژی دفاع ملی، زمان اعزام نیروهای مسلح ملی را تعریف می‌کند. سیاست نظامی ملی همچنین وضعیت استراتژیک، «چگونگی» را در قبال هرگونه تهدید احتمالی برای قلمرو ملی، جامعه، محیط زیست و اقتصاد آن تعریف می‌کند و گزینه‌های موجود برای مقابله با چنین تهدیداتی را تعریف می‌کند. هرچه یک سیاست نظامی گزینه‌های بیشتری در اختیار دولت قرار دهد، در تدوین آن بهتر در نظر گرفته می‌شود. وضعیت استراتژیک به نوبه خود، دکترین نظامی نیروهای مسلح را تعریف می‌کند. این دکترین ممکن است شامل مقابله با تهدیدات منافع ملی در خارج از قلمرو ملی مانند خطوط کشتیرانی باشد. استراتژی دفاعی و دکترین نظامی از طریق سیاست‌های استراتژیک و فرآیندهای توسعه قابلیت‌ها تدوین می‌شوند.